# Johann van Beethoven
Johann van Beethoven (* Ende 1739/Anfang 1740 vermutlich in Bonn; † 18. Dezember 1792 in Bonn) war ein deutscher Sänger (Tenor) und der Vater des Komponisten Ludwig van Beethoven.

## Leben
Johann van Beethoven wurde Ende 1739 / Anfang 1740 als Sohn von Ludwig van Beethoven d. Ä. (* 5. Januar 1712 in Mechelen, † 24. Dezember 1773 in Bonn), dem Großvater des Komponisten Ludwig van Beethoven, und dessen Ehefrau Maria Josepha Ball (* 13. Februar 1713 in Châtelet (Belgien); † 30. September 1775 in Bonn, oft Maria Josepha Poll genannt) geboren. Das genaue Geburtsdatum ist nicht bekannt, da die Geburts- bzw. Taufurkunde nicht erhalten ist. Ein amtliches Verzeichnis der Hofmusiker vom Frühjahr 1784 gibt das Alter von Johann van Beethoven mit 44 Jahren an.
Gerüchte besagen, Johann van Beethoven sei nicht der leibliche, sondern lediglich der adoptierte Sohn Ludwig van Beethovens d. Ä. gewesen; als Indiz dafür gelten das Fehlen einer Taufurkunde in Bonn und Umgebung sowie die Tatsache, dass Johann van Beethoven entgegen der damaligen Tradition keinen zweiten Vornamen trug. Da eindeutige Beweise für oder gegen diese These fehlen, bleibt diese im Bereich des Spekulativen.
Johann van Beethoven hatte zwei Geschwister, die beide früh verstarben:
- Maria Bernhardine Ludovica van Beethoven (getauft 28. August 1734 in Bonn, † 17. Oktober 1735 in Bonn)
- Markus Joseph van Beethoven (getauft 25. April 1736 in Bonn, † unbekannt)

Johann van Beethoven erhielt von seinem Vater Gesangs-, Klavier- und Violinunterricht. Nach dem Besuch einer Elementarschule verbrachte er ein bis zwei Jahre im Jesuitenkolleg.
1752 wurde Johann van Beethoven unbezahlter Sopran in der kurfürstlichen Hofkapelle. 1756 wurde er Hofmusikus und bezog ein Gehalt, das im April 1764 100 Gulden betrug und jährlich um 25 und später um weitere 50 Gulden erhöht wurde. Daneben betätigte er sich als Gesangs- und Klavierlehrer.
Am 12. November 1767 heiratete er in der alten Bonner Remigiuskirche (die nicht mit der heutigen Remigiuskirche identisch ist) die 19-jährige Maria Magdalena Leym (* 19. Dezember 1746 in Koblenz-Ehrenbreitstein; † 17. Juli 1787 in Bonn), eine Tochter des verstorbenen Trierer Oberhofkochs Johann Heinrich Keverich (1701–1759). Maria Magdalena Leym war die Witwe des 13 Jahre älteren Leibkammerdieners Johann Leym, den sie im Alter von 16 Jahren geheiratet hatte. Johann van Beethovens Vater sprach sich gegen die Hochzeit aus; seiner Meinung nach sei Maria Magdalena Leym nicht standesgemäß als Ehefrau. Da ihr Vater als Küchenchef zur damaligen Zeit jedoch den gleichen gesellschaftlichen Rang hatte wie ein Kapellmeister, vermutet der niederländische Musikwissenschaftler Jan Caeyers vielmehr, dass Ludwig van Beethoven d. Ä. um die eigene Position in der Familie fürchtete.
Aus der Ehe von Johann und Maria Magdalena van Beethoven gingen sieben Kinder hervor:
- Ludwig Maria van Beethoven (getauft am 2. April 1769, † 8. April 1769),
- der Komponist Ludwig van Beethoven (getauft am 17. Dezember 1770 in Bonn, Kurköln; † 26. März 1827 in Wien)
- Kaspar Anton Karl van Beethoven (getauft am 8. April 1774, † 15. November 1815 in Alservorstadt), Vater Karl van Beethovens
- Nikolaus Johann van Beethoven (getauft am 2. Oktober 1776, † 12. Januar 1848 in Wieden)
- Anna Maria Franziska van Beethoven (getauft am 23. Februar 1779, † 27. Februar 1779)
- Franz Georg van Beethoven (getauft am 17. Januar 1781, † 16. August 1783)
- Maria Margarete Josepha van Beethoven (getauft am 5. Mai 1786, † 26. November 1787)

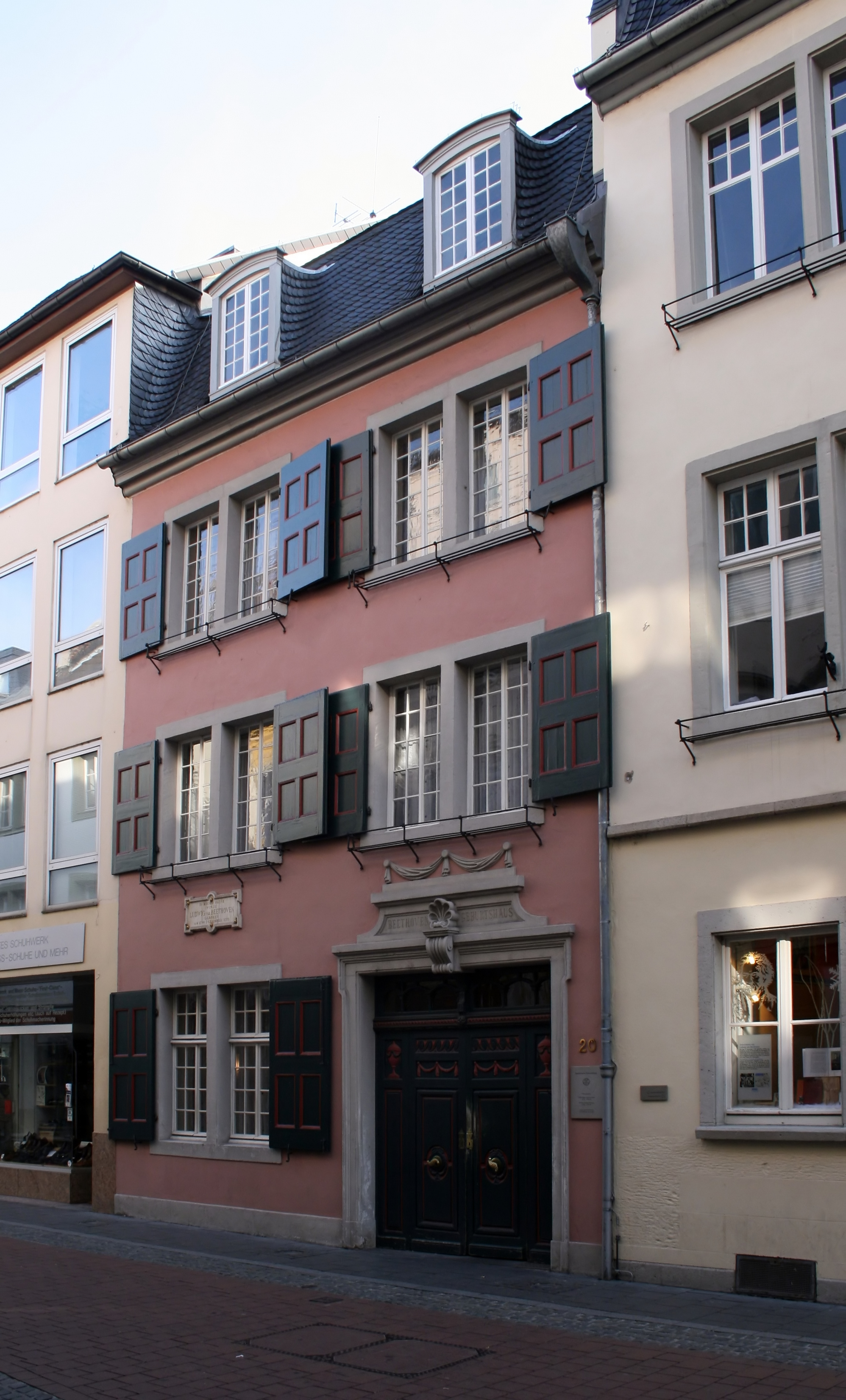
Ludwig van Beethovens Geburtshaus in Bonn, Bonngasse Nr. 515 (heute Nr. 20)

Kurz vor der Geburt von Ludwig van Beethoven bewarb sich Johann van Beethoven um eine Stelle in der Lambertuskathedrale Lüttich, wo bereits sein Vater als Sänger gewirkt hatte, doch scheiterte die Bewerbung am Widerstand des Kurfürsten Maximilian Franz von Österreich. Zu dieser Zeit verstärkte sich Johann van Beethovens Alkoholabhängigkeit, was sich auch auf seine Stimme auswirkte; lediglich der Einfluss des Ersten Ministers Caspar Anton von Belderbusch bewahrte ihn vor ernsten beruflichen Schwierigkeiten.
Nach der erfolglosen Bewerbung zog die Familie Beethoven in das Haus Bonngasse Nr. 515 (heute Nr. 20), das Geburtshaus des Komponisten. Weitere Adressen, unter denen die Familie wohnte, waren die Rheingasse, die Neugasse sowie die Wenzelgasse Nr. 476 (heute Nr. 25), das Sterbehaus der Maria Magdalena Beethoven.
Dass sich Johann van Beethoven im Jahr 1774, wie mehrfach gesagt wird, nach dem Tode seines Vaters um dessen Stelle als Hofkapellmeister beworben habe, hält Jan Caeyers für unwahrscheinlich, da er im Gegensatz zu den Mitbewerbern Cajetan Mattioli und Andrea Lucchesi weder Musikdirektor noch Kapellmeister war.
1787 verlor Johann van Beethoven nach dem Tode seiner Frau Maria Magdalena und der Tochter Maria Margarete Josepha die Kontrolle über sein Leben und verfiel dem Alkoholismus. Sohn Ludwig bekam die Fürsorge für seine jüngeren Geschwister übertragen und erhielt in diesem Zusammenhang die Hälfte des Gehalts seines Vaters ausbezahlt; eine Strafversetzung seines Vaters konnte er im Herbst 1789 durch Bitten beim Kurfürsten gerade noch verhindern.
Johann van Beethoven starb am 18. Dezember 1792. Kurfürst Maximilian Franz von Österreich soll lakonisch geäußert haben, Johann van Beethovens Tod werde zu einem Rückgang der Weinsteuereinnahmen führen.

## Rezeption

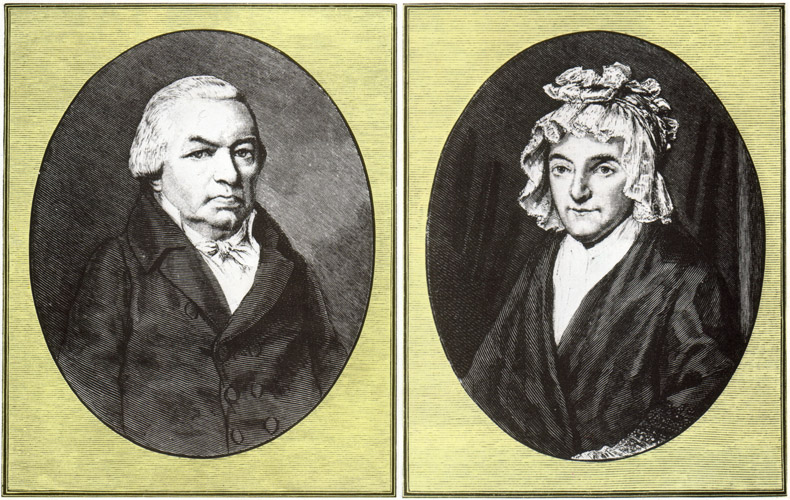
Von Benedikt Beckenkamp angefertigtes Gemälde, fälschlich den Eheleuten Johann und Maria Magdalena van Beethoven zugeordnet.

Bäckermeister Fischer beschreibt in seinen Erinnerungen das Aussehen von Johann van Beethoven wie folgt: „Herr Johann van Beethoven seine Stattur. Mittle größte, gelänktes Gesicht, breite Stirn, runde Naß, breit in die Schulter, änßhafte Augen, was Narfen im Gesicht, ein dünnes Hahrzöppen Frisur“. Das von Benedikt Beckenkamp angefertigte Gemälde wurde, wie sich inzwischen erwiesen hat, fälschlicherweise den Eheleuten Johann und Maria Magdalena van Beethoven zugeordnet.
Johann van Beethoven wird häufig in dem Sinne beschrieben, dass er alkoholabhängig war und seinen Sohn beim Musikunterricht gedrillt hat. So soll er des Öfteren nachts nach seiner Rückkehr aus der Kneipe den vierjährigen Ludwig geweckt haben, um ihm Klavierspiel beizubringen, und soll in seinem Unterricht auch nicht vor rabiateren Methoden zurückgeschreckt haben.
In ähnlichem Sinne schilderte auch Psychoanalytiker Stefan Wolf Johann van Beethoven, als er Beethovens Kampf um die Vormundschaft für seinen Neffen Karl van Beethoven untersuchte und in diesem Zusammenhang u. a. auf die Eltern und damit auch auf den Vater des Komponisten einging. Wie Gerhard von Breuning, der Vater von Beethovens langjährigem Freund Stephan von Breuning, berichtete, musste Ludwig van Beethoven seinem Vater oft gegenüber der Polizei zur Seite stehen, mit der Johann van Beethoven wegen seiner Trunkenheit oft in Konflikt geraten war. Stefan Wolf vermutet bei Beethoven ein tiefes Gefühl der Enttäuschung und Wut über die Schwäche seines Vaters Johann, dessen Wesen „in schäbigen Kontrast zum berühmten Sohn“ gerate; „so einen Vater“ habe der Komponist „nicht verdient“.
Doch gibt es auch Stimmen, die Johann van Beethoven nicht gänzlich freisprechen, sein Bild in der Geschichte jedoch relativieren.
So vertritt Musikwissenschaftler Joseph Schmidt-Görg, der im Zusammenhang mit diesem Thema auch auf die ausführlichen Studien von Ludwig Schiedermair hinweist, die Auffassung, Johann van Beethovens Weinkonsum hätte im Rahmen dessen gelegen, was im Rheinland üblich sei.
Ferner hätte Ludwig van Beethoven eine von seinem Vater angefertigte Kopie von Carl Philipp Emanuel Bachs Kantate Morgengesang am Schöpfungstage aufbewahrt und auf der Kopie eigenhändig vermerkt: „Von meinem teuren Vater geschrieben“. Auch soll Beethoven, so Jan Caeyers, sich nie abfällig über seinen Vater geäußert haben und selbst mit Zorn auf jedes schlechte Wort über seinen Vater reagiert haben. Dennoch räumt Jan Caeyers ein, man müsste es Johann van Beethoven als Verdienst anrechnen, dass er die Ausbildung seines begabten Sohnes sehr schnell aus der Hand gegeben hat.
Jan Caeyers führt Johann van Beethovens Charakter zum einen auf die Tatsache zurück, dass dieser seine Anstellung nicht durch eigene Leistungen, sondern durch den Einfluss seines Vaters erhalten hatte und dennoch finanziell nicht auf eigenen Beinen stand, und zum anderen auf die Omnipräsenz des Vaters, der nicht nur wenige Häuser weiter wohnte, sondern auch im Beruf sein Vorgesetzter war.